# Second Helping
Second Helping é o segundo álbum da banda estadunidense de southern rock Lynyrd Skynyrd, lançado em 1974. O álbum traz o hit mais conhecido da banda, "Sweet Home Alabama", que é uma resposta às canções "Alabama" e "Southern Man" de Neil Young — o single alcançou o oitavo lugar no top 100 da Billboard em agosto de 1974. O álbum foi o primeiro da banda a contar com três guitarristas, formação que acabou se tornando uma característica da banda.
| Críticas profissionais                                                      | Críticas profissionais |
| Avaliações da crítica                                                       | Avaliações da crítica  |
| Fonte                                                                       | Avaliação              |
| --------------------------------------------------------------------------- | ---------------------- |
| Allmusic                                                                    | [ 1 ]                  |
| Esta tabela precisa de ser acompanhada por texto em prosa. Consulte o guia. |                        |

## Faixas
| Lado A         |                             |                                           |         |  |
| N.º            | Título                      | Compositor(es)                            | Duração |  |
| 1.             | "Sweet Home Alabama"        | Ed King, Gary Rossington, Ronnie Van Zant | 4:43    |  |
| 2.             | "I Need You"                | King, Rossington, Zant                    | 6:55    |  |
| 3.             | "Don't Ask Me No Questions" | Rossington, Zant                          | 3:26    |  |
| 4.             | "Workin' for MCA"           | King, Zant                                | 4:49    |  |
| Duração total: | Duração total:              | Duração total:                            | 19:53   |  |

| Lado B         |                             |                     |         |  |
| N.º            | Título                      | Compositor(es)      | Duração |  |
| 5.             | "The Ballad of Curtis Loew" | Allen Collins, Zant | 4:51    |  |
| 6.             | "Swamp Music"               | King, Zant          | 3:31    |  |
| 7.             | "The Needle and the Spoon"  | Collins, Zant       | 3:53    |  |
| 8.             | "Call Me the Breeze"        | J. J. Cale          | 5:09    |  |
| Duração total: | Duração total:              | Duração total:      | 17:24   |  |

| Bônus de 1997  |                                                |                  |         |  |
| N.º            | Título                                         | Compositor(es)   | Duração |  |
| 9.             | "Don't Ask Me No Questions" (versão do single) | Rossington, Zant | 3:31    |  |
| 10.            | "Was I Right or Wrong" (demo)                  | Rossington, Zant | 5:33    |  |
| 11.            | "Take Your Time" (demo)                        | Zant, King       | 7:29    |  |
| Duração total: | Duração total:                                 | Duração total:   | 16:33   |  |

## Integrantes
- Ronnie Van Zant - Vocais
- Gary Rossington - Guitarra Solo em "i need you", "don't ask me no questions", "workin' for MCA", "the ballad of curtis loew", "swamp music" e "call me the breeze"
- Allen Collins - Guitarra Solo em "i need you", "workin' for MCA", "the need and the spoon",
- Ed King - Guitarra Solo em "sweet home alabama" e "workin' for MCA" Slide Guitar em "The ballad of curtis loew" e "don't ask me no questions" Baixo em "i need you" e "don't ask me no questions".
- Billy Powell - Teclado/Piano
- Leon Wilkeson - Baixo, exceto em "i need you" e "don't ask me no questions"
- Bob Burns - Bateria(faixas 1, 3, 4, 5, 6, 7 e 8)